# Umeda Hankyu Building
Pour les articles homonymes, voir Umeda (homonymie).
Le Umeda Hankyu Building (梅田阪急ビル, うめだはんきゅうビル, Umeda hankyū biru), littéralement l'édifice Umeda Hankyu, est un gratte-ciel du quartier Kakuda (ja) de l'arrondissement de Kita à Osaka. Directement relié à la gare d'Osaka Umeda, l'édifice fait partie d'un complexe commercial comprenant notamment le grand magasin Hankyu (ja).

## Histoire

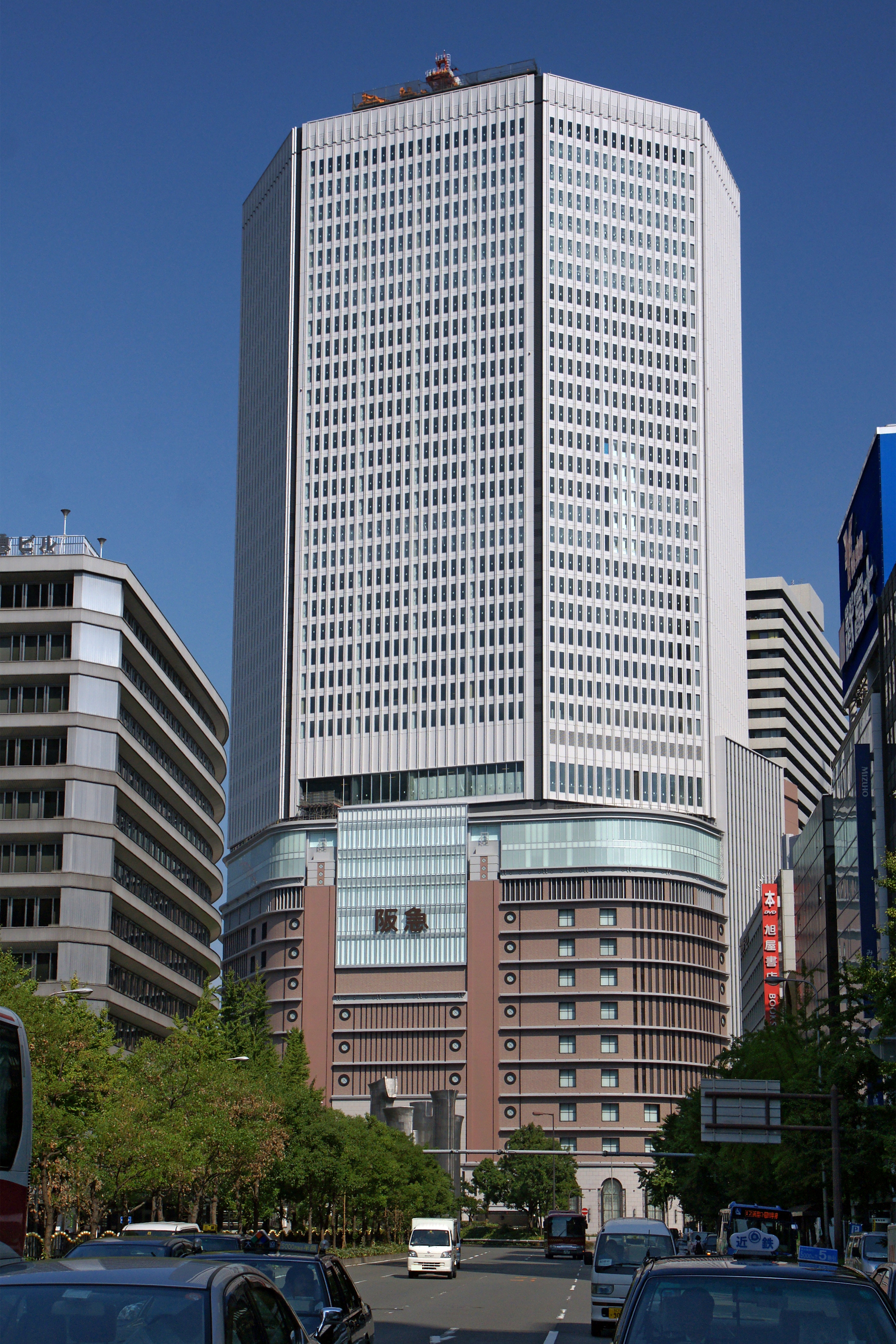
La tour en 2009.

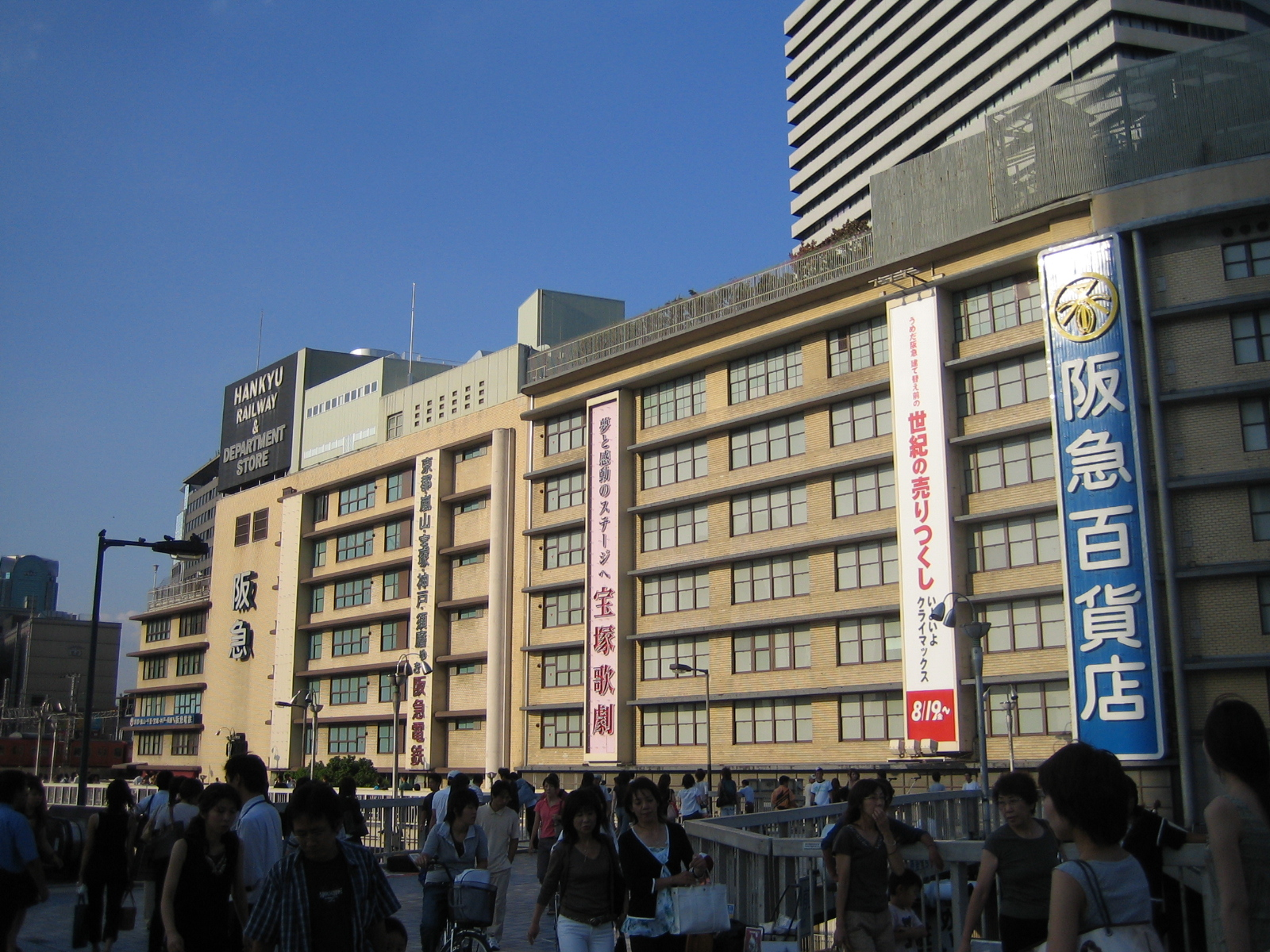
Ancien magasin Hankyu Umeda.

À l'origine, l'emplacement était occupé par un édifice de cinq étages de Hankyu terminé le 1er novembre 1920. En 1925, Hankyu agrandit la surface occupée par son magasin général jusqu'aux 2e et 3e étages, qui étaient auparavant occupés par Shirakiya (白木屋). Quatre ans plus tard, l'édifice subit une refonte par Takenaka Corporation, avec un nouvel édifice comprenant huit étages et deux sous-sols. Le mois suivant, le premier centre commercial de Hankyu, une compagnie ferroviaire japonaise, est inauguré dans l'édifice. La phase est complétée en 1931, à l'endroit où le premier édifice avait été démoli. D'autres phases de développement s'enchaînent dans les années qui suivent, la phase 3 en 1932, la phase 4 en 1936, la phase 5 en 1957, la phase 6 en 1961, la 7e en 1969, la suivante en 1972, puis une neuvième en 1977. En 1951, une antenne de la MBS Radio (en) avait été installée sur le toit. L'ancienne gare souterraine qui desservait le complexe, fermée en 1934, est bouchée en 2005[réf. nécessaire]. 
Le 14 septembre 2005, le projet de construction du gratte-ciel débute. L'aile sud de l'immeuble de 8 étages est démolie. Le nouveau centre commercial, qui occupe les étages inférieurs du nouvel immeuble, est inauguré en 2009. La partie nord est elle aussi démantelée et la construction se poursuit. La tour est complétée en avril 2010 et est inaugurée en mai de la même année. En novembre 2012, la seconde tour est complétée et le développement entier est inauguré. En 2016, une plaque est placée devant l'édifice pour commémorer le début de la diffusion commerciale de la radio au Japon.
L'entreprise originellement chargée de la construction, Taisei Corporation, a été remplacée durant les travaux par Obayashi Corporation. Le nom de l'Umeda Hankyu Building est changé pour le Osaka Umeda Twin Towers North (大阪梅田ツインタワーズ・サウス, Ōsakaumeda tsuintawāzu nōsu) puisque la compagnie a planifié la construction d'un autre édifice en face, l'Osaka Umeda Twin Towers South (ja), dont l’achèvement était prévu pour 2022.

## Configuration

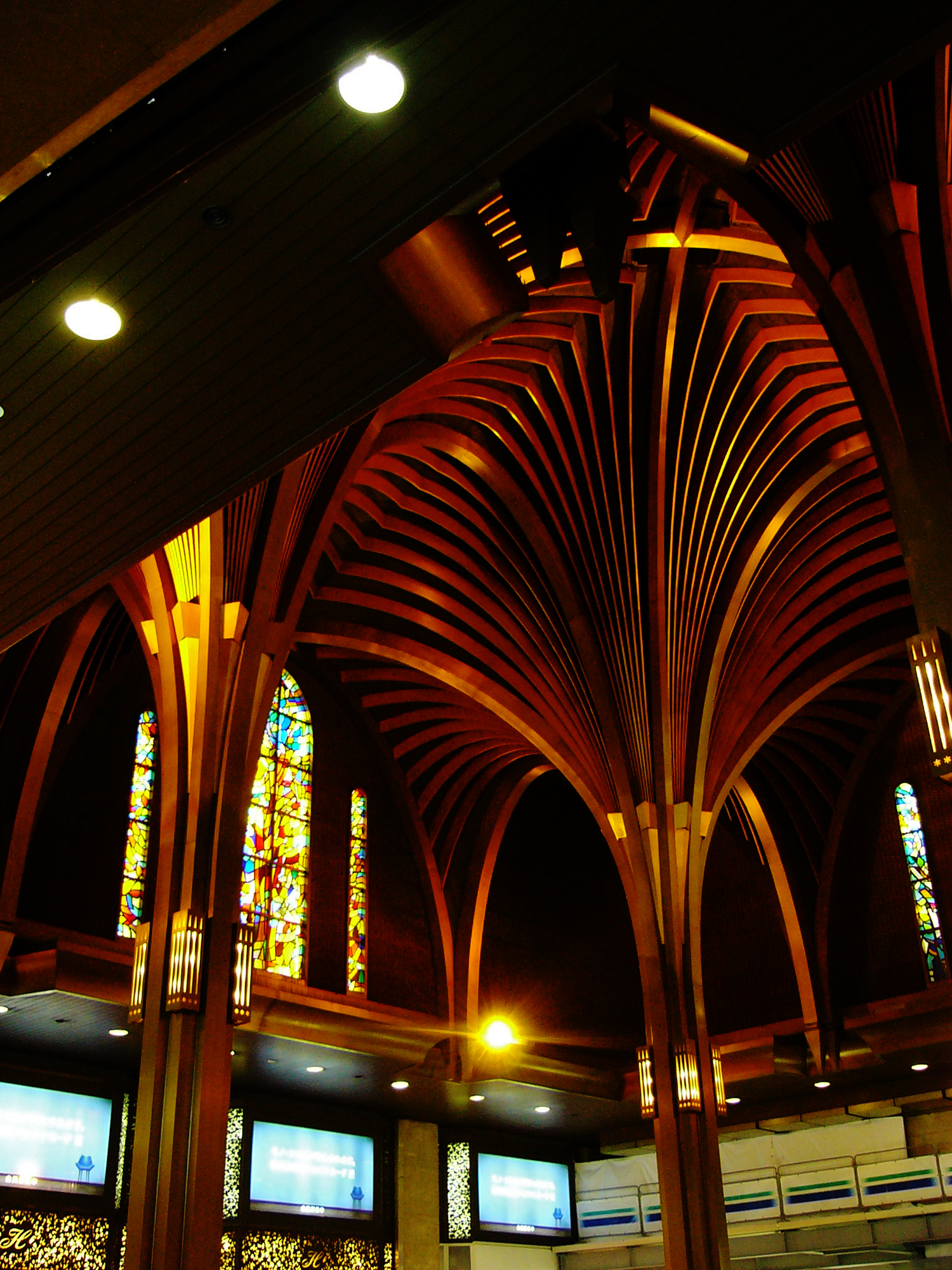
Grand dôme de l'ancien magasin Hankyu Umeda.

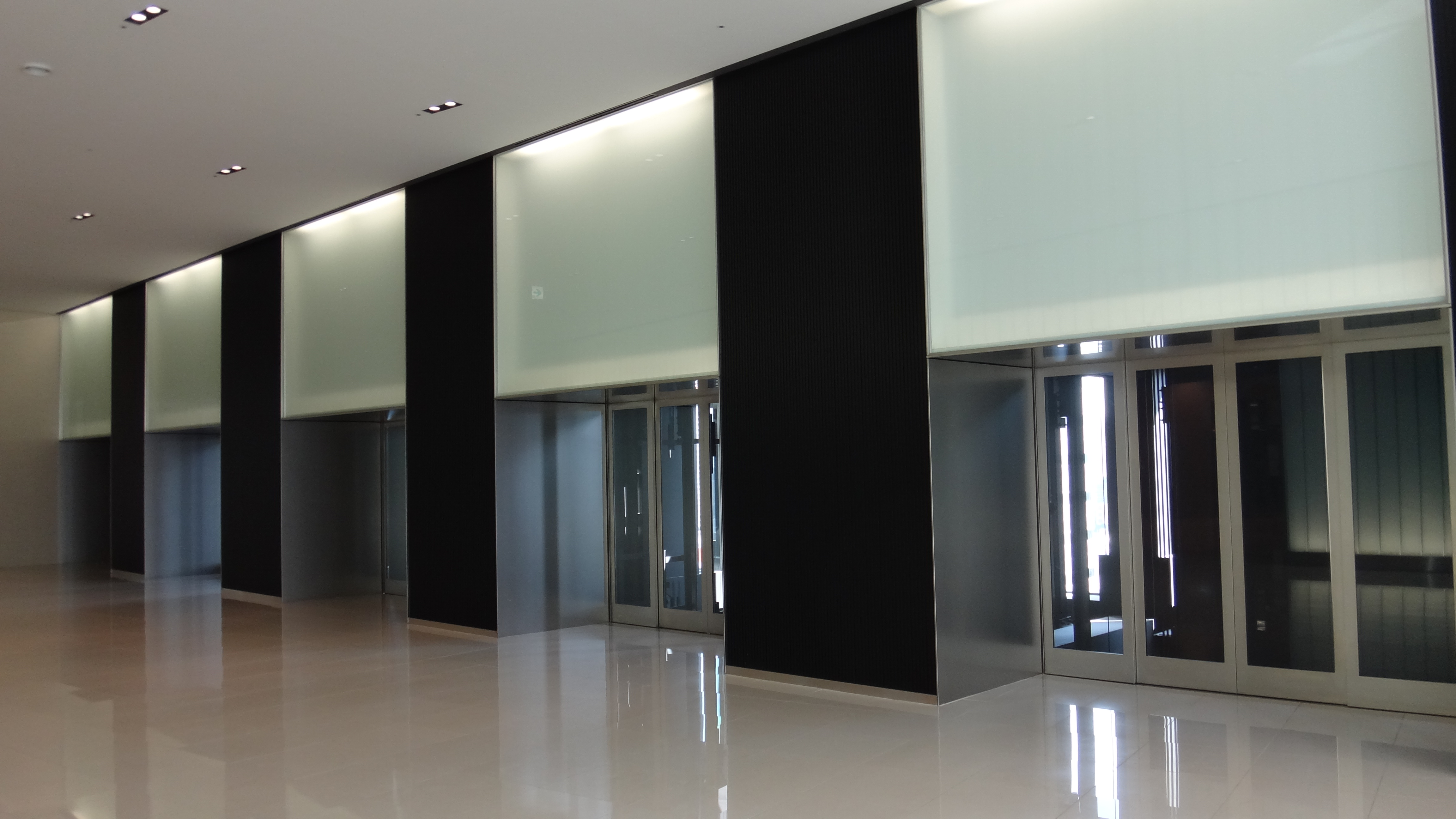
Ascenseurs.

D'une hauteur de 186.95 mètres, la tour comprend 41 étages. Les 12 premiers étages sont occupés par le centre commercial Hankyu. Le 12e et le 13e sont occupés par l'aire de restauration, et le 14e, par la salle des machines. Les etages du 17e au dernier sont occupés par des bureaux. Des escalators relient le premier au 15e étage. 
L'architecture intérieure incorpore des éléments provenant de l'ancien immeuble, comme une mosaïque en verre et des lustres, restaurés depuis. Le relief en arabesque a aussi été reproduit dans le restaurant Chandelier Table au 13e. Cinq ascenseurs conçus par Mitsubishi Electric avec une capacité de 80 places se rendent jusqu'au Sky Lobby au 15e étage.